# António Sousa
António Augusto Gomes de Sousa, meglio noto solo come António Sousa ([ɐ̃ˈtɔniu ˈso(ou)zɐ]; São João da Madeira, 28 aprile 1957), è un allenatore di calcio ed ex calciatore portoghese, di ruolo centrocampista.

## Biografia
È padre di Ricardo Sousa, anch'egli calciatore.

## Carriera
Militò, tra gil altri, nello Sporting Lisbona e nel Porto, con cui vinse nel 1987 la Coppa dei Campioni, la Coppa Intercontinentale e la Supercoppa europea.
Con la Nazionale portoghese conta 27 presenze e giocò la fase finale di Euro '84 e di Messico '86.
Dopo la fine della sua carriera nel 1995 divenne un allenatore.

## Palmarès

### Giocatore

#### Club

##### Competizioni nazionali
- Supercoppa di Portogallo: 3

Porto: 1981, 1983, 1986
- Coppa del Portogallo: 2

Porto: 1983-1984, 1987-1988
- Campionato portoghese: 1

Porto: 1987-1988

##### Competizioni internazionali
- Coppa dei Campioni: 1

Porto: 1986-1987
- Supercoppa UEFA: 1

Porto: 1987
- Coppa Intercontinentale: 1

Porto: 1987

### Allenatore
- Coppa del Portogallo: 1

Beira-Mar: 1998-1999